# Deauville (automerk)
Deauville is een Brits automerk.
Op basis van een Citroën 2CV bouwt men een drietal types auto:
- Deauville Canard, een vierzitscabriolet
- Deauville Corbeau, een soort sportwagen in Bugatti-stijl
- Deauville Courage, een soort Citroën Méhari-achtig model.

Al de auto's worden op basis van de Citroën 2CV (Of Dyane) onderstel gebouwd.